# Sergej Sjilov
Sergej Valentinovitj Sjilov (ryska: Сергей Валентинович Шилов), född 1 oktober 1970, är en rysk längdåkare.

## Meriter
- Paralympiska vinterspelen 1998 
  - Guld, längdskidåkning 5 km sitski

- Paralympiska vinterspelen 2002    
  - Guld, längdskidåkning 15 km sitski
  - Guld, längdskidåkning 5 km sitski
  - Guld, längdskidåkning stafett 1x2,5 km + 2x5 km
  - Silver, längdskidåkning 10 km sitski

- Paralympiska vinterspelen 2006   
  - Silver, längdskidåkning 10 km sittande
  - Silver, längdskidåkning stafett 1x3,75 km + 2x5 km
  - Brons, längdskidåkning 15 km sittande

- Paralympiska vinterspelen 2010  
  - Guld, längdskidåkning 1 km sprint sittande
  - Guld, längdskidåkning stafett 1x4 km + 2x5 km